# Карр, Роберт Спенсер
Роберт Спенсер Карр (англ. Robert Spencer Carr; 26 марта 1909, Вашингтон, — 28 апреля 1994, Данидин, Флорида) — американский писатель и уфолог.

## Биография
Первая публикация Роберта состоялась в журнале «Weird Tales» незадолго до того, как ему исполнилось 16 лет. В 19 лет он написал роман «Необузданный возраст», ставший бестселлером и экранизированный в 1930 году.
В 1933 году книги Карра были включены нацистами в список книг, подлежащих сожжению.
В 1951 году в издательстве Fantasy Press вышел сборник Карра «За пределами бесконечности», первый тираж которого разошёлся тиражом в 2779 экземпляров. Сборник состоял из 4 научно-фантастических рассказов («Утренняя звезда», «Мутация», «Эти мужчины с Марса» и «За пределами бесконечности»), два из которых были ранее опубликованы в журнале «The Saturday Evening Post».
Карр был также известен как эксперт по средствам связи. Помимо этого, активно работал в области уфологии, в частности, для установления контакта с НЛО предложил создать специальные площадки для их приманивания.
Считал, что НЛО представляют собой не военную, а чисто политическую проблему. Много внимания уделил Розуэлльскому инциденту — в частности, предположил, что НЛО были каким-то образом выведены из строя американскими радарными установками до того, как успели принять контрмеры. В 1974 году Карр заявил, что тела найденных пришельцев были отправлены на хранение в рефрижераторы авиабазы Райт-Паттерсон.

## Сочинения

### Романы
- The Rampant Age, 1928.
- The Bells of St. Ivan’s, 1944.
- The Room Beyond, 1948.

### Рассказы
- The Flying Halfback, 1925.
- The Composite Brain, 1925.
- Spider-Bite, 1926.
- Soul-Catcher, 1927.
- Phantom Fingers, 1927.
- Whispers, 1928.
- Morning Star, 1947.
- Those Men From Mars, 1949 (также издавался под названием «Easter Eggs»).
- Mutation, 1951.
- Beyond Infinity, 1951.
- The Coming of the Little People, 1952.
- The Invaders, 1954.

### Поэмы
- The Caves of Kooli-Kan, 1926.
- Fog-Faces, 1927.
- Beethoven, 1927.
- The Chant of the Grave-Digger, 1928.